# Carl Emil Doepler

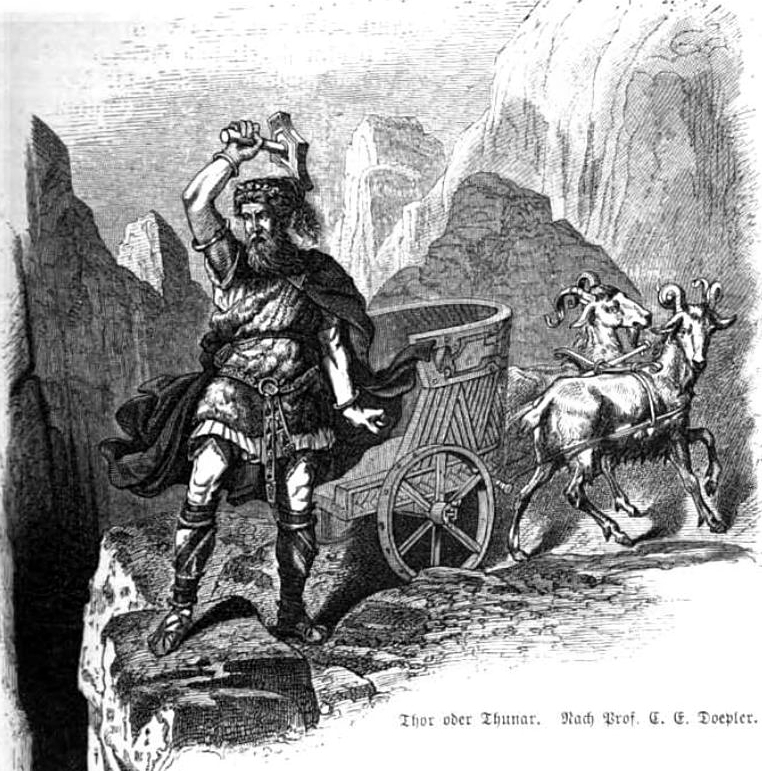
„Thor oder Thunar“, eine von Carl Emil Doepler's Illustrationen

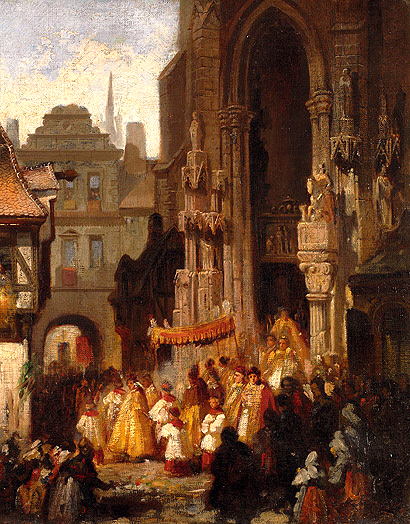
Fronleichnamprozession

Carl Emil Doepler (* 8. März 1824; † 20. August 1905 in Berlin) war ein deutscher Maler, Buchillustrator und Kostümbildner.

## Leben und Werk
Doepler begann seine Ausbildung bei Ferdinand Piloty in München. Von 1849 bis 1854 war er in New York, kehrte dann aber wieder zur weiteren Ausbildung 1855 nach München zu Pilotys Sohn Carl Theodor zurück. Von 1860 bis 1870 war er Kostümzeichner am Theater in Weimar und Lehrer für Kostümkunde an der dortigen Kunstschule. Ab 1870 wurde er als Professor nach Berlin berufen.
Er malte zahlreiche Abbildungen, illustrierte Artikel und Bücher (z. B. Die Gartenlaube), gestaltete Wandbilder für Privathäuser und malte Gemälde mit Motiven aus der nordisch-germanischen Mythologie.

## Bühnenkostüme für Wagners Ring
Als Kostümbildner entwarf er 500 Zeichnungen für Kostüme zur ersten Inszenierung des Rings des Nibelungen bei den neugegründeten Bayreuther Festspielen im Jahre 1876, die Richard Wagner jedoch als „zu historisch“ kritisierte. Sie wurden trotzdem verwendet, aber 1881 verkaufte man die komplette Ausstattung der Uraufführung mit den Kostümen Doeplers dem Operndirektor Angelo Neumann. Dieser schickte den Bayreuther Ring auf Gastspielreisen in ganz Europa. Hierdurch wurden die Köstume als „richtungweisend“ angesehen.
Seine Frau Berta (geb. Schüler, gest. 10. Februar 1902 im 80. Lebensjahr in Berlin) war eine Cousine von Else Lasker-Schüler. Sein Sohn Emil Doepler (1855–1922) war Maler, Kunstgewerbler, Gebrauchsgraphiker und Heraldiker.

## Veröffentlichungen
- 75 Jahre Leben Schaffen Streben: Eines Malersmannes Letzte Skizze (Schuster & Loeffler, Berlin und Leipzig 1900), Kessinger Pub Co, ISBN 978-1-160-76204-5